# Ein kurzer Film über das Leben
Ein kurzer Film über das Leben (lett. Isfilma par dzivi) ist ein lettischer Kurzfilm aus dem Jahr 2014 der lettischen Regisseurin Laila Pakalnina.
Der Film wurde erstmals bei den Kurzfilmtage Oberhausen 2014 gezeigt und für den Wettbewerb nominiert. Ebenso war er beim Internationalen Dokumentarfilmfestival Jihlava und beim Tallinn Black Nights Film Festival nominiert.

## Handlung
Eine Fußballmannschaft stellt sich nach einem Spiel zum Gruppenfoto auf. Als es geschossen ist bleibt einer zurück.